# Бану (семейство)
Бану́ (араб. بنو‎ — «сыновья»; варианты транскрипции: бену, бани, бени) — наименьшая ячейка родоплеменного строя у кочевых арабов. Первоначально бану были сыновьями одного отца, позднее в структуру бану включались и более крупные ячейки, имеющих одного предка (например, Бану Исраил, Бану Хашим).
Слово бану имеет несколько переводов:
- сыновья — в смысле дети одного племени, в общем то так и следует переводить, но понятия при этом могут быть и нижеследующие
- дети — в смысле дети одного племени или рода, династии
- племя
- династия
- потомки
- ветвь (в смысле потомство)
- род
- клан

## Примеры
- Бану Йафур[2] — коренное, доисламского времени племя-династия Йемена.
- Бану Каси — это семья (династия) правителей-муваладов
- Бану Аус (араб. بنو أوس‎) — одно из арабских племен в Медине
- Бану Исраил (араб. بنو إسرائيل‎‎ — «сыны Израиля»)[3] — одно из названий еврейского народа. Упоминается в Коране около 40 раз.
- Бану Тамим — потомки Тамима ибн Мурра, племя относящееся к ещё доисламским временам. Недждийские тамимиты разделяются на три крупные ветви:
  - Бану Ханзала — происходят от Ханзалы ибн Малика ибн Зейд Маната ибн Тамима.
  - Бану Саад — от Саада ибн Зейд Маната ибн Тамима.
  - Бану Амр — от Амра ибн Тамима.